# Péchy Imre (alnádor)
Pécsújfalui Péchy Imre (Álmosd, 1753. november 14. – Pest, 1841. április 20.) alnádor, a Hétszemélyes Tábla bírája, a Magyar Tudományos Akadémia igazgatótanácsának a tagja, a Tiszántúli Református Egyházkerület főgondnoka, a nemes Péchy család tagja.

## Életpályája
Apja, pécsújfalui Péchy Imre (1726-1795), anyja, kóji Komáromy Anna (1729-1775) 1763-tól 1772-ig a debreceni anyaiskolában, 1774-ben Késmárkon tanult. Jogi tanulmányait a pesti egyetemen végezte. Ügyvédi vizsgája után a göttingeni egyetemen folytatott még tanulmányokat 1781–1782-ben. II. József Péchyt 1787. május 1-jével Bihar vármegye alispánjává nevezte ki, a király halála után, 1790-ben pedig (a közigazgatás s vármegyei élet akkori zűrzavaros állapotában, amikor nem volt sem főispán, sem alispán), másfél évig kormányozta hazafias szellemben vármegyéjét. 1791-ben, az ősi alkotmány helyreállítása után, a bihari rendek közbizalmával alkotmányos első alispánná választották meg. Alispáni hivatalát 1803. szeptember 20-áig viselte. Hat országgyűlésen (1796, 1802, 1805, 1807, 1811 és 1825) vett részt vármegyei képviselőként: előbb négy ízben Bihar, majd két ízben Pest vármegye képviseletében, végül az  1825. évi országgyűlésen már mint a főtörvényszék tagja. Érdemeit az uralkodó is méltányolta: Péchy Imrét 1813-ban alnádorrá, 1824-ben a Hétszemélyes Tábla bírájává nevezte ki, 1835-ben pedig a Szent István-rend keresztjével tüntette ki. A tiszántúli református egyházkerület főgondnoka volt 1801 és 1839 között; ebben a minőségében egyszersmind a debreceni anyaiskola főgondnoka is volt. A főiskolán bevezette a latin helyett a magyar nyelv használatát; sokat tett a tudományok fejlesztése érdekében. 1830-ban megválasztották a Magyar Tudományos Akadémia igazgatótanácsába.

## Műve
- A magyar nyelvről a polgári és peres dolgok folytatásában (Pest, 1806).

## Emlékezete
- A Magyar Tudományos Akadémián 1842. november 26-án Tóth Lőrinc tartott felette emlékbeszédet. (Akad. Évk. VI. Pest, 1845, 111. old.)